# Alexander Viktorenko
Aleksandr Stepanovich Viktorenko (Olginka, Cazaquistão, 29 de março de 1947 — 10 de agosto de 2023) foi um cosmonauta soviético.

## Biografia
Graduou-se na Advanced School of Military Aviation, em Orenburg, em 1969, atingindo o posto de coronel e piloto de testes da Força Aérea Soviética. Casado com Raisa Ivanovna Lysenko, tornou-se pai de duas crianças, Oksana, nascida em 1971, e Aleksey, nascido em 1981. Viktorenko foi selecionado como cosmonauta em 23 de maio de 1978, erminando o treino básico dois anos depois. Um curiosidade é que em 24 de fevereiro de 1979 ele acabou seriamente ferido quando os médicos do programa espacial soviético afixaram em seu corpo alguns eletrodos que entraram em curto-circuito, ocasionando queimaduras em Viktorenko. Como hobby ele tem fascinação por carros, acordeão a caçadas.
Viktorenko esteve quatro vezes no espaço, sempre como comandante, durante as missões Soyuz TM-3, Soyuz TM-8, Soyuz TM-14 e Soyuz TM-20. Ao longo de seis caminhadas espaciais completou 19h39min no espaço exterior. Em 1997 retirou-se do programa espacial russo, passando a trabalhar como instrutor civil no Centro de Treinamento de Cosmonautas Yuri Gagarin.

## Morte
Alexander morreu no dia 10 de agosto de 2023, aos 76 anos.